# UGT2A2
UDP glukuronoziltransferaza 2 familija, polipeptid A2, takođe poznata kao UGT2A2, je enzim koji je kod ljudi kodiran genom UGT2A2.

## Funkcija
Olfaktorni neuroepitel, koji oblaže zadnji deo nosne šupljine, izložen je širokom spektru mirisa i toksičnih jedinjenja u vazduhu. Odoranti, koji su uglavnom mali lipofilni molekuli, ulaze u tok sluzi i dospevaju do receptora mirisa na senzornim neuronima. Osećaj mirisa je generalno prolazan proces, koji zahteva efikasan završetak signala, koji se može obezbediti biotransformacijom mirisa u ćelijama koje podržavaju epitel. Smatra se da enzimi koji metabolišu ksenobiotike u olfaktornom epitelu katalizuju inaktivaciju i olakšavaju eliminaciju mirisa. Nedavno je utvrđeno da UGT2A1 i UGT2A2 imaju ulogu u gubitku osećaja mirisa povezanom sa COVID-19.